# Легка атлетика на Літній універсіаді 1991
Змагання з легкої атлетики на Літній універсіаді 1991 проходили з 19 до 25 липня в Шеффілді на стадіоні «Дон Веллі».
Вперше в історії Універсіад жінки розігрували медалі у шосейній ходьбі на 10 кілометрів (яка прийшла на заміну вдвічі коротшій дистанції, що була вперше представлена на попередніх змаганнях) та у потрійному стрибку.
Змагання стали останніми в історії, на яких українські легкоатлети представляли збірну СРСР. На наступних Іграх 1993 року вони вперше в історії візьмуть участь у змаганнях у складі збірної незалежної України.

## Призери

### Чоловіки
| Дисципліни                | Золото                                                | Золото      | Срібло                                                                 | Срібло   | Бронза                                                                     | Бронза   |
| ------------------------- | ----------------------------------------------------- | ----------- | ---------------------------------------------------------------------- | -------- | -------------------------------------------------------------------------- | -------- |
| 100 метрів                | Майкл Бейтс США                                       | 10,17       | Боріс Гойнс США                                                        | 10,34    | Стів Гукі Велика Британія                                                  | 10,39    |
| 200 метрів                | Джон Драммонд США                                     | 20,58       | Денієл Філіпп Нігерія                                                  | 20,69    | Патрік Стівенс Бельгія                                                     | 20,99    |
| 400 метрів                | Патрік О'Коннор Ямайка                                | 45,52       | Беньюнес Лалу Марокко                                                  | 45,55    | Марлін Кеннон США                                                          | 45,78    |
| 800 метрів                | Джузеппе д'Урсо Італія                                | 1.46,82     | Дін Кенніллі АвстраліяКертіс Робб Велика Британія                      | 1.46,88  | не вручалась                                                               |          |
| 1500 метрів               | Найл Брутон Ірландія                                  | 3.50,69     | Давіде Тіреллі Італія                                                  | 3.50,79  | Хуан Вьюдес Іспанія                                                        | 3.51,22  |
| 5000 метрів               | Джон Мейок Велика Британія                            | 13.39,25    | Девід Еванс АвстраліяПітер Шеррі США                                   | 13.39,31 | не вручалась                                                               |          |
| 10000 метрів              | Штефан Фрайганг Німеччина                             | 28.15,84 GR | Такей Рюкі Японія                                                      | 28.17,02 | Могамбі Отворі Кенія                                                       | 28.18,91 |
| 110 метрів з бар'єрами    | Елберт Елліс США                                      | 13,83       | Джеррі Роуні США                                                       | 13,83    | Дмитро Бульдов СРСР                                                        | 13,85    |
| 400 метрів з бар'єрами    | Деррік Едкінс США                                     | 49,01       | Сайто Йосіхіко Японія                                                  | 50,02    | Олег Твердохліб СРСР                                                       | 50,09    |
| 3000 метрів з перешкодами | Шон Крейтон Австралія                                 | 8.32,30     | Накамура Акіра Японія                                                  | 8.33,50  | Гевін Гейнор США                                                           | 8.34,21  |
| 4×100 метрів              | СШАДжон Драммонд Боріс Гойнс Майкл Бейтс Джеймс Трепп | 39,10       | Сьєрра-ЛеонеДжослін Томас Горас Дав-Едвін Бенджамін Грант Санусі Турай | 39,88    | БельгіяДавід Бранле Єрун Фішер Стефан Аллемерш Патрік Стівенс              | 40,05    |
| 4×400 метрів              | СШАЧак Вілсон Марлін Кеннон Браян Ірвін Гебріел Люк   | 3.03,65     | ЯмайкаЛінвал Лейрд Евон Кларк Говард Девіс Патрік О'Коннор             | 3.02,58  | ІталіяМарчелло Пантоне Джанріко Бонкомпаньї Ріккардо Кардоне Віто Петрелла | 3.07,54  |
| Марафон                   | Хван Йон Чо Південна Корея                            | 2:12.40 GR  | Дзіцуй Кендзіру Японія                                                 | 2:14.22  | Чхве Хьон Чоль Північна Корея                                              | 2:17.45  |
| Ходьба 20 кілометрів      | Роберт Коженьовський Польща                           | 1:24.37     | Хайме Барросо Іспанія                                                  | 1:25.01  | Артуро ді Мецца Італія                                                     | 1:25.09  |
| Стрибки у висоту          | Голліс Конвей США                                     | 2,37 GR     | Артуро Ортіс Іспанія                                                   | 2,31     | Юрій Сергієнко СРСР                                                        | 2,25     |
| Стрибки з жердиною        | Іштван Бадьюла Угорщина                               | 5,80 GR     | Білл Пейн США                                                          | 5,60     | Петро Бочкарьов СРСР                                                       | 5,60     |
| Стрибки в довжину         | Алан Тернер США                                       | 8,18w       | Джордж Огбейде Нігерія                                                 | 8,08     | Богдан Тудор Румунія                                                       | 8,01     |
| Потрійний стрибок         | Браян Веллман Бермудські Острови                      | 17,07       | Чень Яньпін КНР                                                        | 16,97    | У Ліцзюнь КНР                                                              | 16,72w   |
| Штовхання ядра            | Олександр Клименко СРСР                               | 19,35       | Метт Сімсон Велика Британія                                            | 19,07    | Джордан Рейнольдс США                                                      | 19,01    |
| Метання диска             | Адевале Олукою Нігерія                                | 61,48       | Ентоні Вашингтон США                                                   | 61,46    | Алексіс Елісальде Куба                                                     | 59,04    |
| Метання молота            | Кен Флакс США                                         | 76,46       | Валерій Губкін СРСР                                                    | 76,28    | Гайнц Вайс Німеччина                                                       | 75,62    |
| Метання списа             | Стівен Беклі Велика Британія                          | 87,42 GR    | Володимир Овчинников СРСР                                              | 80,60    | Кнут Гемпель Фінляндія                                                     | 77,90    |
| Десятиборство             | Стів Фрітц США                                        | 7874        | Кріс Сабадхедь США                                                     | 7719     | Ентоні Бреннен Велика Британія                                             | 7656     |

### Жінки
| Дисципліни             | Золото                                                    | Золото   | Срібло                                                              | Срібло   | Бронза                                                              | Бронза   |
| ---------------------- | --------------------------------------------------------- | -------- | ------------------------------------------------------------------- | -------- | ------------------------------------------------------------------- | -------- |
| 100 метрів             | Крісті Гейнс США                                          | 11,56    | Аніта Говард США                                                    | 11,57    | Сельві Ольсен Норвегія                                              | 11,61    |
| 200 метрів             | Ван Хуейчжень Китайський Тайбей                           | 23,22    | Сельві Ольсен Норвегія                                              | 23,41    | Мішель Коллінз США                                                  | 23,47    |
| 400 метрів             | Мейсел Мелоун США                                         | 50,65    | Грета Тромп Нідерланди                                              | 52,06    | Галина Москвіна СРСР                                                | 52,34    |
| 800 метрів             | Інна Євсєєва СРСР                                         | 1,59,80  | Габі Леш Німеччина                                                  | 2.00,97  | Джасмін Джонс США                                                   | 2.02,00  |
| 1500 метрів            | Соня О'Саллівен Ірландія                                  | 4.12,14  | Юлія Бесліу Румунія                                                 | 4.12,24  | Цюй Юнься КНР                                                       | 4.12,43  |
| 3000 метрів            | Юлія Бесліу Румунія                                       | 8.55,42  | Соня О'Саллівен Ірландія                                            | 8.56,35  | Зіта Агоштон Угорщина                                               | 9.01,09  |
| 10000 метрів           | Енн-Мері Летко США                                        | 32.36,87 | Сузана Чирич Югославія                                              | 32.37,94 | Ольга Назаркіна СРСР                                                | 32.40,83 |
| 100 метрів з бар'єрами | Марина Азябіна СРСР                                       | 12,95    | Мері Кобб США                                                       | 13,19    | Кері Меддокс Велика Британія                                        | 13,32    |
| 400 метрів з бар'єрами | Грета Тромп Нідерланди                                    | 55,30    | Ніколета Карутасу Румунія                                           | 56,07    | Анна Чуприна СРСР                                                   | 56,74    |
| 4×100 метрів           | СШААндреа Джеймс Тамела Салдана Крісті Гейнс Аніта Говард | 44,45    | Велика БританіяРейчел Кірбі Луїз Стюарт Мелані Ніф Крістін Блумфілд | 44,97    | ІталіяАннаріта Бальцані Лаура Галлігані Крістіна Піккі Лара Сініко  | 45,24    |
| 4×400 метрів           | СШАКіша Дімас Таша Даунінг Тері Сміт Мейсел Мелоун        | 3.27,93  | СРСРОлена Голешева Інна Євсєєва Галина Москвіна Анна Чуприна        | 3.29,64  | ПольщаБарбара Гживоч Агата Садурська Моніка Варницька Сильвія Пахут | 3.35,03  |
| Марафон                | Івай Міяко Японія                                         | 2:36.27  | Кім Єн Ку Південна Корея                                            | 2:37.58  | Марія Доскоч СРСР                                                   | 2:38.48  |
| Ходьба 10 км           | Сарі Ессая Фінляндія                                      | 44.04    | Чень Юелін КНР                                                      | 44.33    | Аннаріта Сідоті Італія                                              | 45.10    |
| Стрибки у висоту       | Елісон Інвераріті Австралія                               | 1,92     | Світлана Лаврова СРСР                                               | 1,92     | Тіша Воллер США                                                     | 1,90     |
| Стрибки в довжину      | Інеса Кравець СРСР                                        | 6,87     | Фіона Мей Велика Британія                                           | 6,67     | Олена Хлопотнова СРСР                                               | 6,66w    |
| Потрійний стрибок      | Лі Хуейжун КНР                                            | 14,20 GR | Олена Семираз СРСР                                                  | 13,75    | Лі Цзін КНР                                                         | 13,63w   |
| Штовхання ядра         | Світлана Кривельова СРСР                                  | 19,62    | Чжоу Тяньхуа КНР                                                    | 19,23    | Агнес Дезелерс Німеччина                                            | 17,32    |
| Метання диска          | Сяо Яньлін КНР                                            | 64,36    | Цю Цяопін КНР                                                       | 62,40    | Антоніна Патока СРСР                                                | 62,22    |
| Метання списа          | Тетяна Шиколенко СРСР                                     | 63,56    | Ісель Лопес Куба                                                    | 62,32    | Пола Беррі США                                                      | 58,28    |
| Семиборство            | Біргіт Кларіус Німеччина                                  | 6419     | Уршула Влодарчик Польща                                             | 6319     | Марія Камровська Польща                                             | 6279     |

## Медальний залік
| Місце                | Країна               | Золото | Срібло | Бронза | Загалом |
| -------------------- | -------------------- | ------ | ------ | ------ | ------- |
| 1                    | США                  | 15     | 8      | 8      | 31      |
| 2                    | СРСР                 | 6      | 5      | 10     | 21      |
| 3                    | Велика Британія      | 2      | 4      | 3      | 9       |
| 3                    | КНР                  | 2      | 4      | 3      | 9       |
| 5                    | Австралія            | 2      | 2      | 0      | 4       |
| 6                    | Німеччина            | 2      | 1      | 3      | 6       |
| 7                    | Ірландія             | 2      | 1      | 0      | 3       |
| 8                    | Японія               | 1      | 4      | 0      | 5       |
| 9                    | Румунія              | 1      | 2      | 1      | 4       |
| 10                   | Нігерія              | 1      | 2      | 0      | 3       |
| 11                   | Італія               | 1      | 1      | 4      | 6       |
| 12                   | Польща               | 1      | 1      | 2      | 4       |
| 13                   | Нідерланди           | 1      | 1      | 0      | 2       |
| 13                   | Південна Корея       | 1      | 1      | 0      | 2       |
| 13                   | Ямайка               | 1      | 1      | 0      | 2       |
| 16                   | Угорщина             | 1      | 0      | 1      | 2       |
| 17                   | Бермудські Острови   | 1      | 0      | 0      | 1       |
| 17                   | Китайський Тайбей    | 1      | 0      | 0      | 1       |
| 17                   | Фінляндія            | 1      | 0      | 0      | 1       |
| 20                   | Іспанія              | 0      | 2      | 1      | 3       |
| 21                   | Куба                 | 0      | 1      | 1      | 2       |
| 21                   | Норвегія             | 0      | 1      | 1      | 2       |
| 23                   | Югославія            | 0      | 1      | 0      | 1       |
| 23                   | Марокко              | 0      | 1      | 0      | 1       |
| 23                   | Сьєрра-Леоне         | 0      | 1      | 0      | 1       |
| 26                   | Бельгія              | 0      | 0      | 2      | 2       |
| 27                   | Кенія                | 0      | 0      | 1      | 1       |
| 27                   | Північна Корея       | 0      | 0      | 1      | 1       |
| Загалом (28 збірних) | Загалом (28 збірних) | 43     | 45     | 42     | 130     |

## Виступ українців
| Чоловіки (7) | Чоловіки (7)        | Чоловіки (7) | Чоловіки (7)     |
| Місце        | Атлет               | Дисципліна   | Результат        |
| ------------ | ------------------- | ------------ | ---------------- |
| 1            | Олександр Клименко  | ядро         | 19,35            |
| 3            | Олег Твердохліб     | 400 м з/б    | 50,09            |
| 3            | Юрій Сергієнко      | висота       | 2,25             |
|              | Сергій Димченко     | висота       | 2,25             |
|              | Олег Твердохліб     | 4×400 м      | 3.07,98          |
|              | Геннадій Дакшевич   | 110 м з/б    | 14,55 (13,85)[a] |
|              | Андрій Мазніченко   | спис         | 74,26            |
|              | Андрій Кохановський | диск         | 56,12            |

| Жінки (7) | Жінки (7)        | Жінки (7)    | Жінки (7) |
| Місце     | Атлетка          | Дисципліна   | Результат |
| --------- | ---------------- | ------------ | --------- |
| 1         | Інна Євсєєва     | 800 м        | 1.59,80   |
| 1         | Інеса Кравець    | довжина      | 6,87      |
| 2         | Інна Євсєєва     | 4×400 м      | 3.29,64   |
| 2         | Олена Семираз    | потрійний    | 13,75     |
| 3         | Марія Доскоч     | марафон      | 2:38.48   |
| 3         | Олена Хлопотнова | довжина      | 6,67w     |
|           | Ольга Леоненко   | ходьба 10 км | 45.47     |
| заб       | Олена Сторчова   | 1500 м       | 4.24,40   |

a  У дужках вказаний кращий результат, показаний у попередньому забігу.